# April Rogalski
April Rogalski ist eine US-amerikanische Schauspielerin.

## Leben
Rogalski begann über Nebenrollen in Filmen mit ihrer Schauspielkarriere. 2012 hatte sie eine Episodenrolle in der Fernsehserie Grimm und eine Nebenrolle in dem B-Movie-Horrorfilm Bigfoot – Die Legende lebt!. In den nächsten Jahren folgten überwiegend Besetzungen in Kurzfilmen.
In dem Film Mindflip wird sie eine der Hauptrollen übernehmen.

## Filmografie (Auswahl)
- 2011: Another Happy Day
- 2012: Open House (Kurzfilm)
- 2012: Bigfoot – Die Legende lebt! (Bigfoot, Fernsehfilm)
- 2012: Grimm (Fernsehserie, Episode 2x05)
- 2012: Eye of the Beholder: A Comedy in Three Parts (Kurzfilm)
- 2013: Shadow (Kurzfilm)
- 2013: Haunting Charles Manson (Kurzfilm)
- 2014: Charlie Is My Darlin’
- 2014: The Cask (Kurzfilm)
- 2018: Two Pictures
- 2019: The Report
- 2019: The Loudest Voice (Mini-Fernsehserie, 1x07)